# Hemerotrecha texana
Hemerotrecha texana är en spindeldjursart som beskrevs av Muma 2020. Hemerotrecha texana ingår i släktet Hemerotrecha och familjen Eremobatidae. Inga underarter finns listade i Catalogue of Life.